# Guanajuato (comune)
Guanajuato è la capitale dell'omonimo stato del Messico. Si trova 370 km a nord-ovest di Città del Messico, a un'altitudine di 1996 metri sopra il livello del mare. Nel 2005 la popolazione venne censita in 70 798 persone. Il comune ha un'estensione di 996,74 km².
La città si trova all'estremità occidentale del comune, che include numerose altre comunità, le più grandi delle quali sono Marfil, Yerbabuena e Santa Teresa. Guanajuato, nonostante sia capitale dello Stato, è solo la quinta città più popolosa dopo León, Irapuato, Celaya e Salamanca. Il centro storico offre ancora un'affascinante atmosfera coloniale, con le vivide policromie dei numerosi palazzi, chiese e piazze.
La città è sorta in una valle ricca di miniere d'argento, tanto ricche che la città divenne una delle più influenti nel periodo coloniale. Una di queste miniere, La Valenciana, contribuì, al culmine della sua attività, ai due terzi della produzione mondiale d'argento. Guanajuato ha una notevole importanza storica nell'ambito della Guerra d'indipendenza del Messico, avendo avuto luogo in questa città la prima battaglia tra gli insorti indipendentisti e i sostenitori della corona spagnola. Ogni anno la città ospita uno dei festival culturali più famosi del Messico, il Festival Internazionale Cervantino, che riunisce artisti e musicisti da tutto il mondo.
La città e le vicine miniere sono state incluse tra i patrimoni dell'umanità nel 1998.
Guanajuato è stata utilizzata come "città principale" nella mappa di Forza Horizon 5, proprio per le sue vie tortuose e il sistema di acquedotti sotterraneo.

## Storia

### Preistoria
Tra le prime popolazioni native dell'area vi erano i Cicimechi ed i Purhépecha, dei quali soprattutto i primi, particolarmente bellicosi, opposero una dura resistenza ai conquistadores. 
Il nome conosciuto più antico dell'area, Mo-o'ti, significa "luogo di metalli". In seguito, fu chiamata Paxtitlán dagli Aztechi con il significato di "luogo di paglia". Il nome attuale "Guanajuato" viene dalla parola tarasca (P'urhépecha) Quanax-juato, che significa "posto delle rane".
L'attività mineraria a Guanajuato iniziò ben prima dell'arrivo degli spagnoli, infatti nel tardo periodo preispanico, gli Aztechi già estraevano in quest'area metalli preziosi per la realizzazione degli oggetti ornamentali della loro élite politica e religiosa.

### Epoca coloniale
Guanajuato venne fondata nel 1554 e divenne città nel 1741. Si trova su una delle più ricche miniere d'argento del Messico ed è nota per le eccezionali architetture dell'era coloniale spagnola.

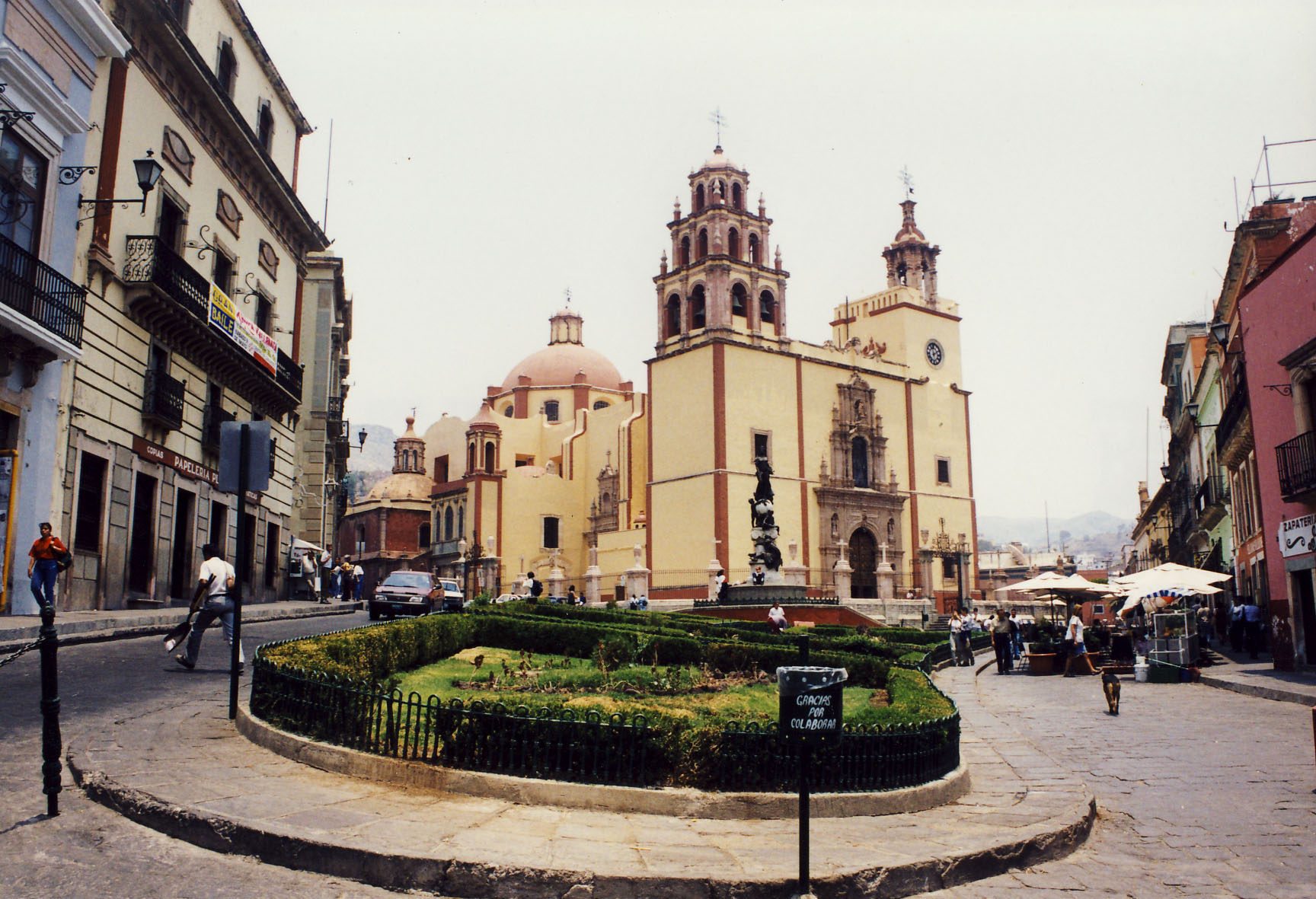
Plaza de la Paz e la Basílica Colegiata de Nuestra Señora de Guanajuato (2004)

La città venne originariamente costruita sopra al fiume Guanajuato, che fluiva nelle gallerie sotto al paese. Dopo anni passati a ricostruire edifici invasi dalle inondazioni, a metà del XX secolo, gli ingegneri costruirono una diga redirigendo il fiume nelle caverne sotterranee. I tunnel vennero illuminati e pavimentati con ciottoli per favorire il traffico automobilistico, e questa rete di strade sotterranee permette il passaggio anche al giorno d'oggi della maggior parte delle auto. È una delle caratteristiche principali della città.
La città ha giocato un ruolo di primo piano durante la guerra d'indipendenza del Messico visto che era la capitale dello Stato di Guanajuato da cui Miguel Hidalgo fece partire il movimento indipendentista. La statua di El Pipila e l'Alhóndiga de Granaditas ancora ricordano quel periodo.

## Attrazioni

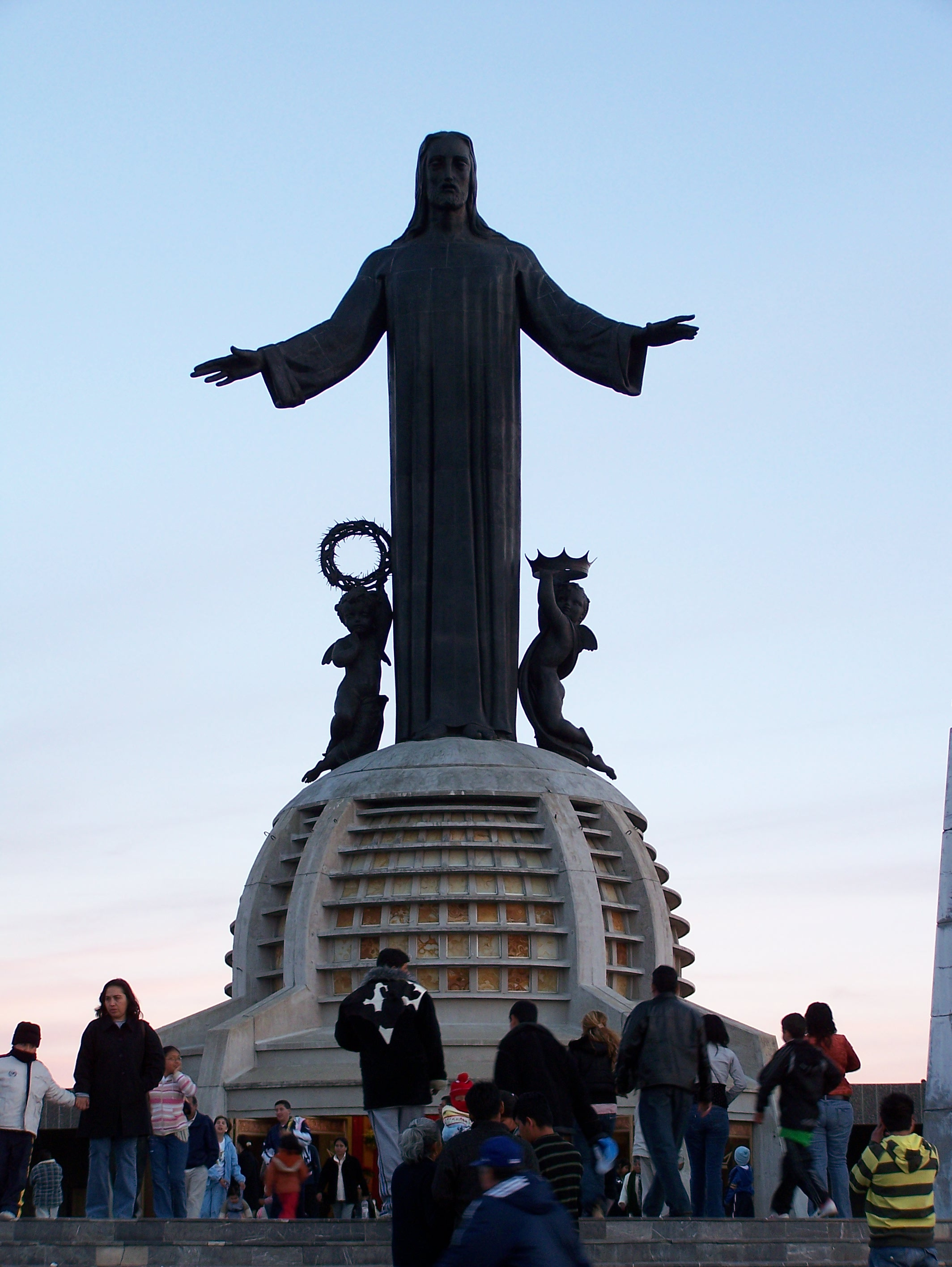
Cristo Rey del Cubilete

Il Cristo Rey del Cubilete è uno dei più importanti monumenti religiosi messicani e si dice che rappresenti il centro geografico del Messico. La statua del Cerro del Cubilete (22 metri) è meta di annuale pellegrinaggio (la cabalgata) ogni gennaio al fine di festeggiare l'Epifania, in cui arrivano migliaia di pellegrini a cavallo.

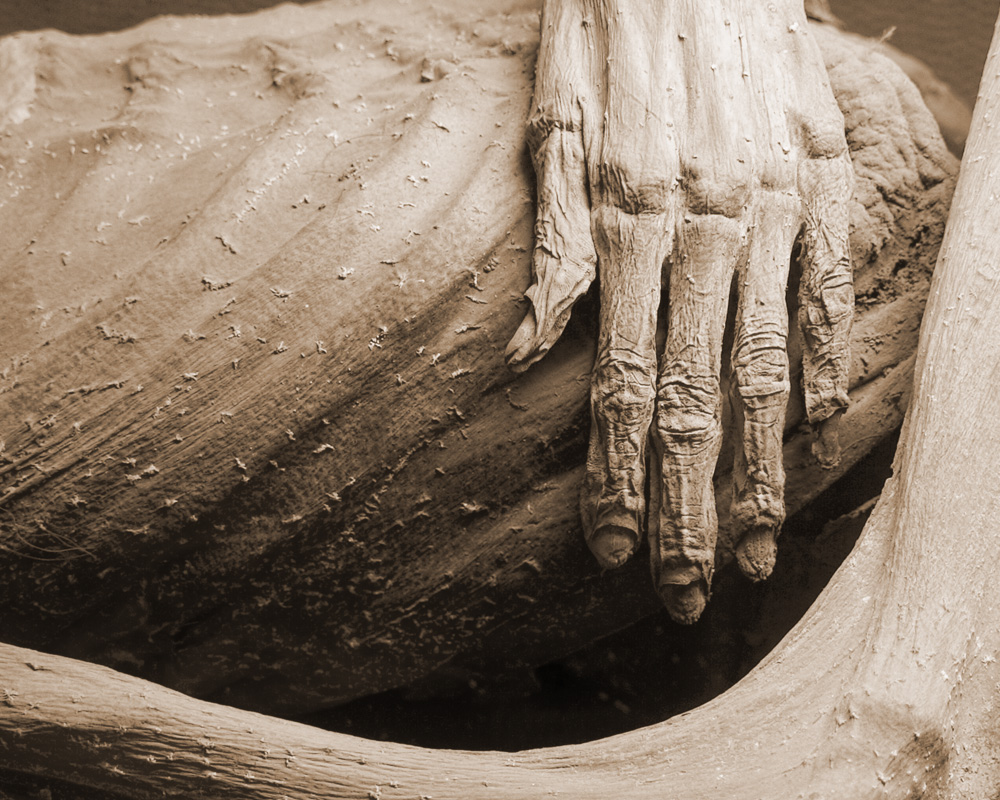
Mano della mummia di Guanajuato

Nelle catacombe del Panteón ad ovest della città si trova un cimitero divenuto famoso per le sue mummie naturali create in modo ignoto. Circa l'1% dei corpi ha subito un naturale processo di mummificazione. Alla fine del 1800 la città istituì una "tassa di sepoltura" per le famiglie dei morti. Se qualche famiglia indigente non era in grado di pagare, i loro parenti venivano disseppelliti ed esposti presso un museo creato apposta. Il "Museo delle Mummie di Guanajuato" continua tuttora ad aggiungere corpi; recentemente sono stati aggiunti due bambini morti nel 1984, visto che i parenti non sono stati in grado di pagare una retta quinquennale di 20 dollari. Il museo possiede 111 corpi conservati su guanciali in velluto.
La città fu il luogo di nascita di Diego Rivera, la cui casa è attualmente un museo.
La città ospita anche uno dei migliori luoghi messicani di ricerca matematica, un istituto pubblico chiamato CIMAT.
Nell'ultima settimana di luglio Guanajuato e San Miguel de Allende ospitano l'Expresión en Corto International Film Festival, il più grande festival cinematografico del Messico e tra i più famosi dell'intera America Latina. Il festival, di rilievo internazionale, è gratuito per il pubblico e mette in mostra oltre 400 film dalle 10 del mattino alle 4 del pomeriggio di ogni giorno in 16 luoghi, tra cui alcuni suggestivi quali le strade sotterranee e i tunnel, il Museo delle Mummie e il cortile del comune (Panteónes).
Ogni ottobre la città ospita il Festival Internacional Cervantino, un festival internazionale di arte che prende il nome da Miguel de Cervantes. Il festival è particolarmente famoso tra i giovani del Messico centrale, ma attrae spettatori da tutto il mondo.

### Festival medievale
Si organizzano camminate notturne attraverso la città, tra le strade sotterranee, durante le quali gli studenti universitari suonano strumenti medievali. Due volte l'anno si tiene il festival medievale, una durante la Settimana Santa a marzo, e l'altra a metà dicembre. Una fiera medievale viene organizzata in centro paese con parate, cibo e musica medievale spagnole. Le persone si vestono con abiti dell'epoca e la città viene addobbata di conseguenza. L'architettura coloniale della città dà all'insieme un'atmosfera unica.

## Amministrazione

### Gemellaggi
Guanajuato è ufficialmente gemellata con 18 città e intrattiene accordi internazionali con due altre città:
|  | - Salinas - Alcalá de Henares - Arequipa - Ashland - Avignone - Città del Messico - Cuenca - La Habana Vieja - Jacona - Morelia - Morgantown - Oaxaca de Juárez - Puebla de Zaragoza - San Miguel de Allende - Spoleto - Toledo - Valparaíso - Zacatecas - South Bend Accordi internazionali con - Québec - Umeå |

## Galleria d'immagini

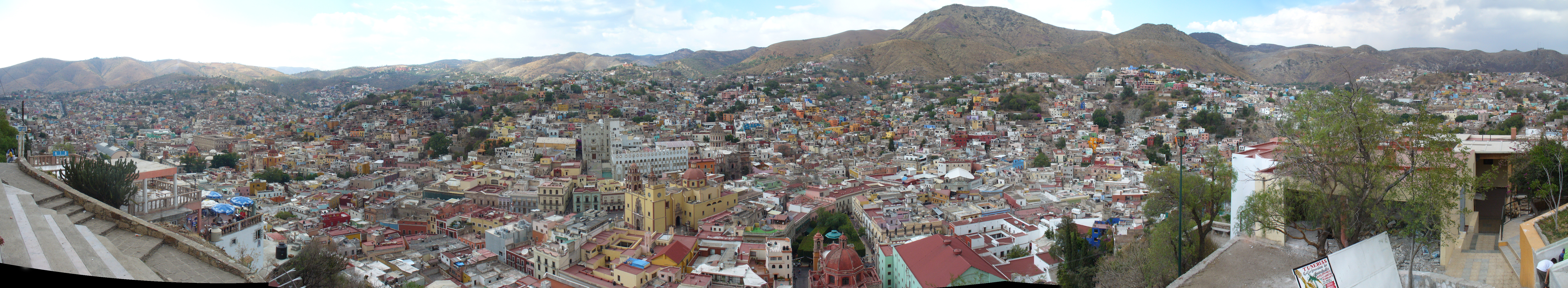
Vista panoramica di Guanajuato

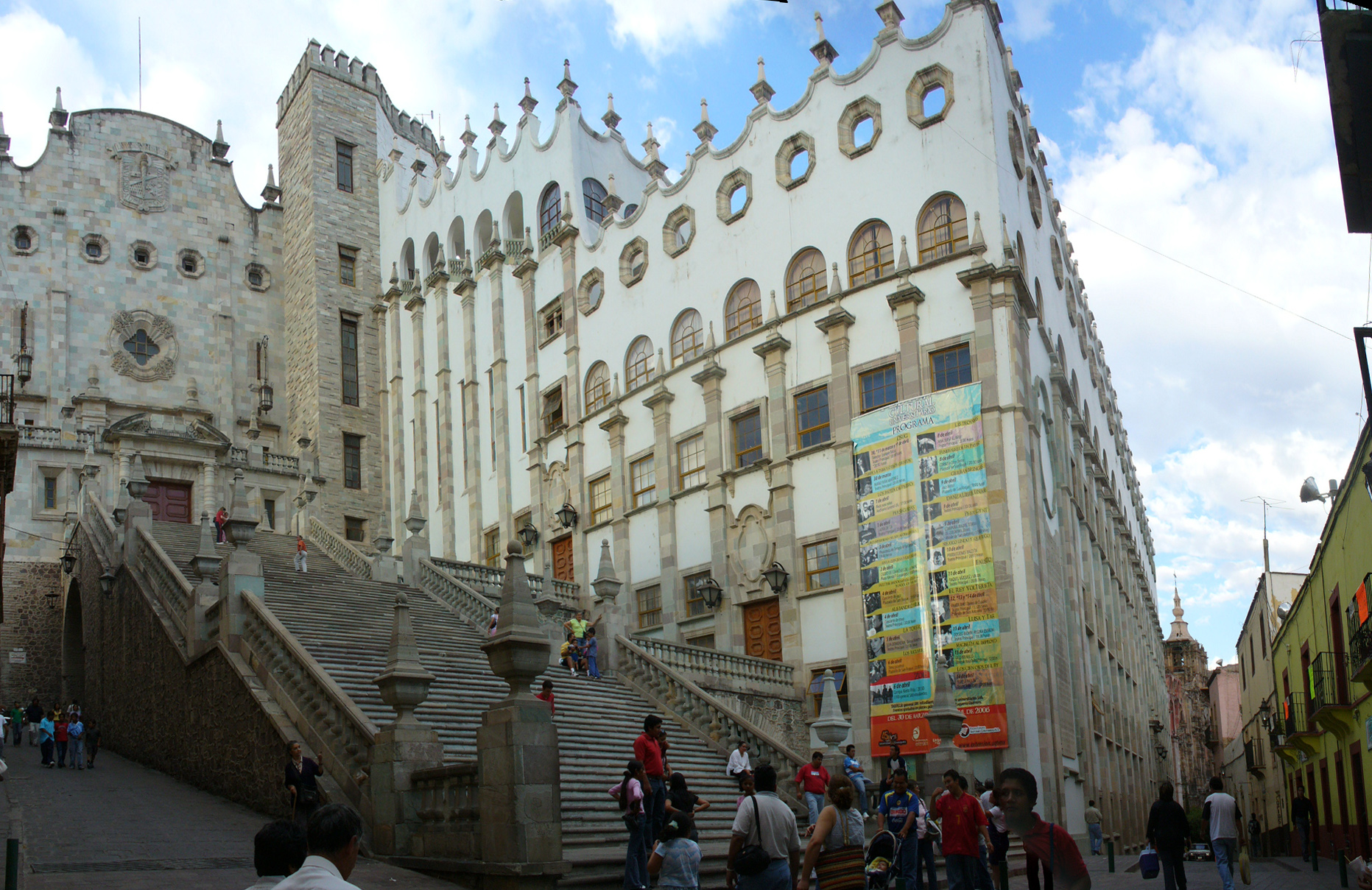
Università di Guanajuato
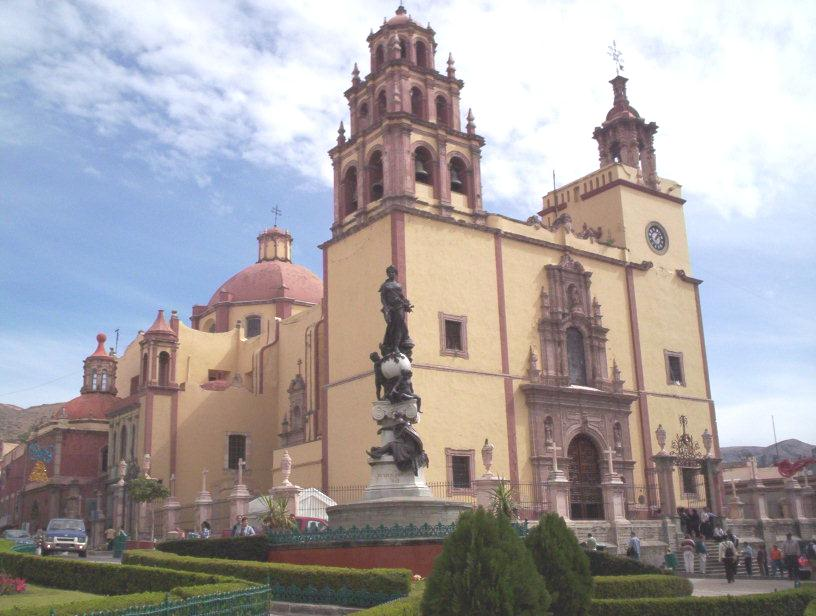
Basílica Colegiata de Nuestra Señora de Guanajuato
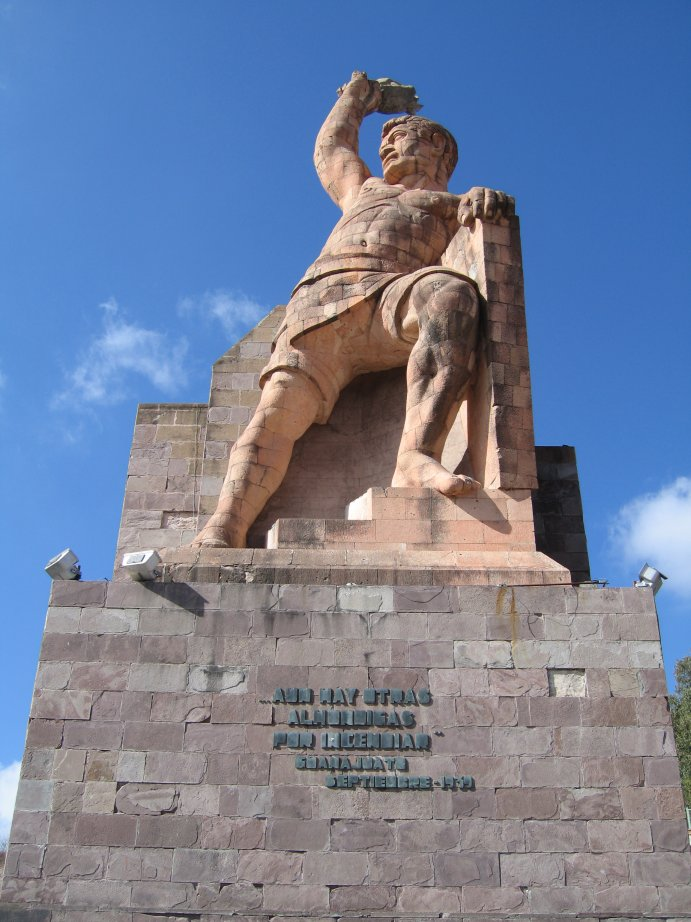
Eroe locale, El Pipila
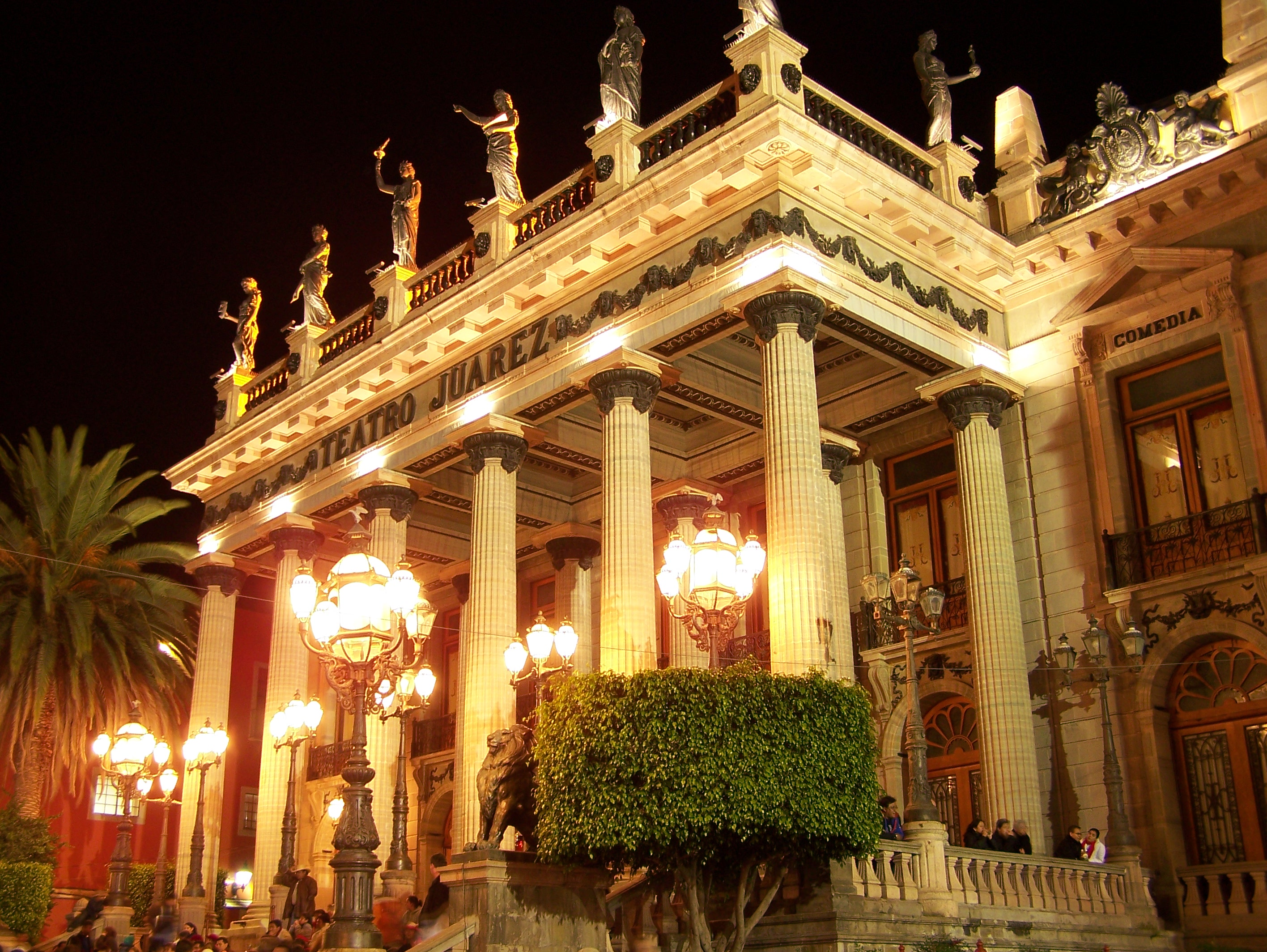
Teatro Juarez
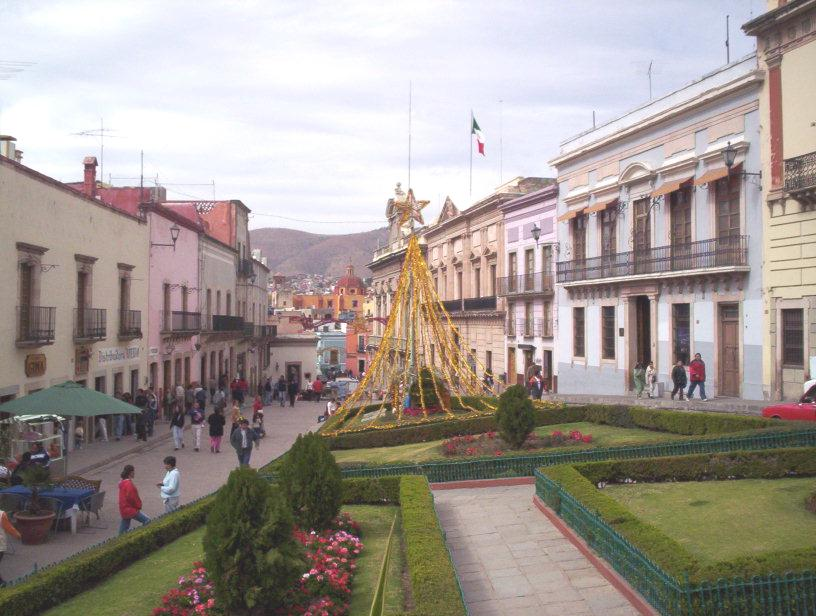
Plaza de la Paz
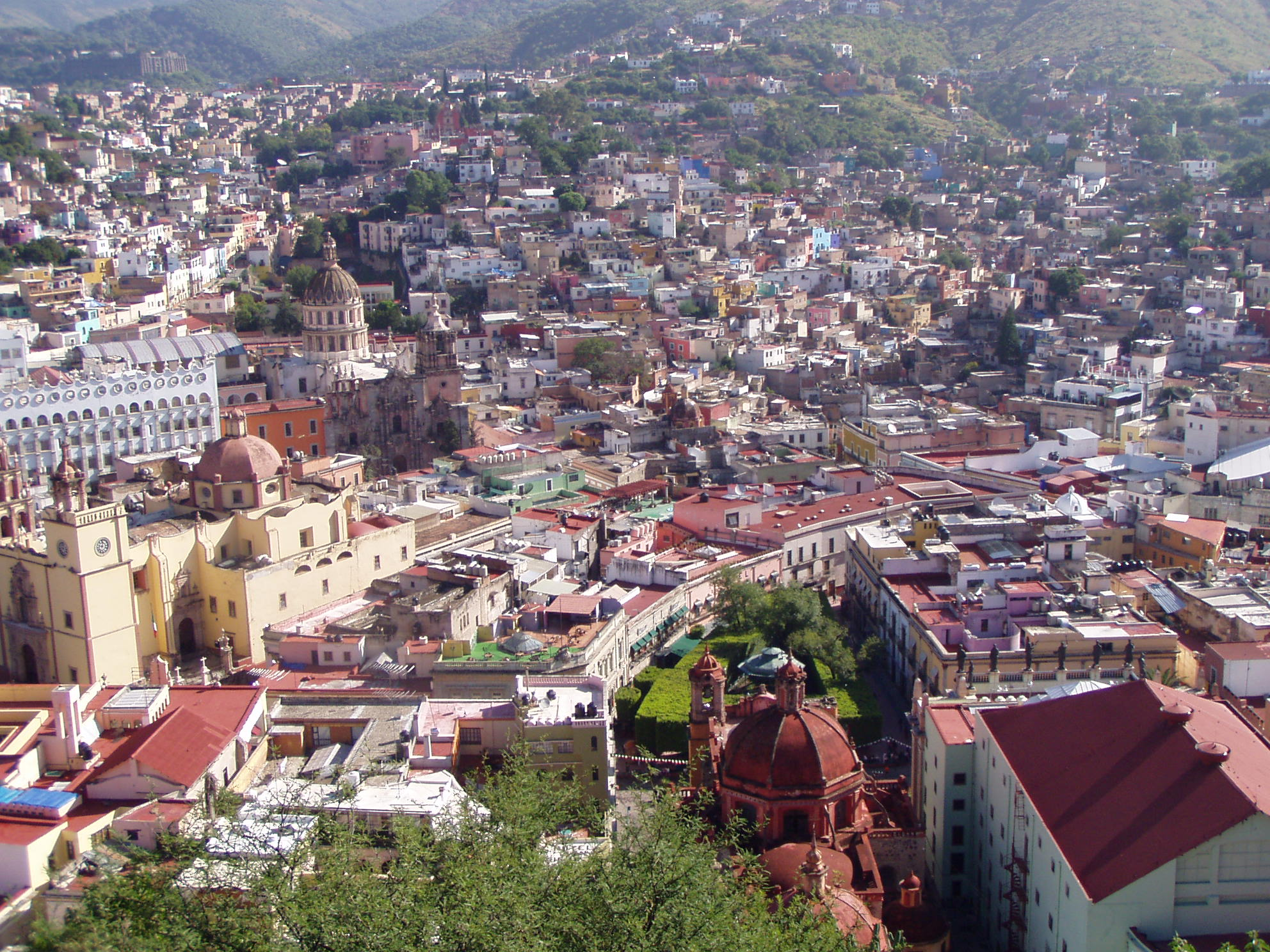
Vista panoramica della periferia presa dalla sommità del monumento a El Pípila
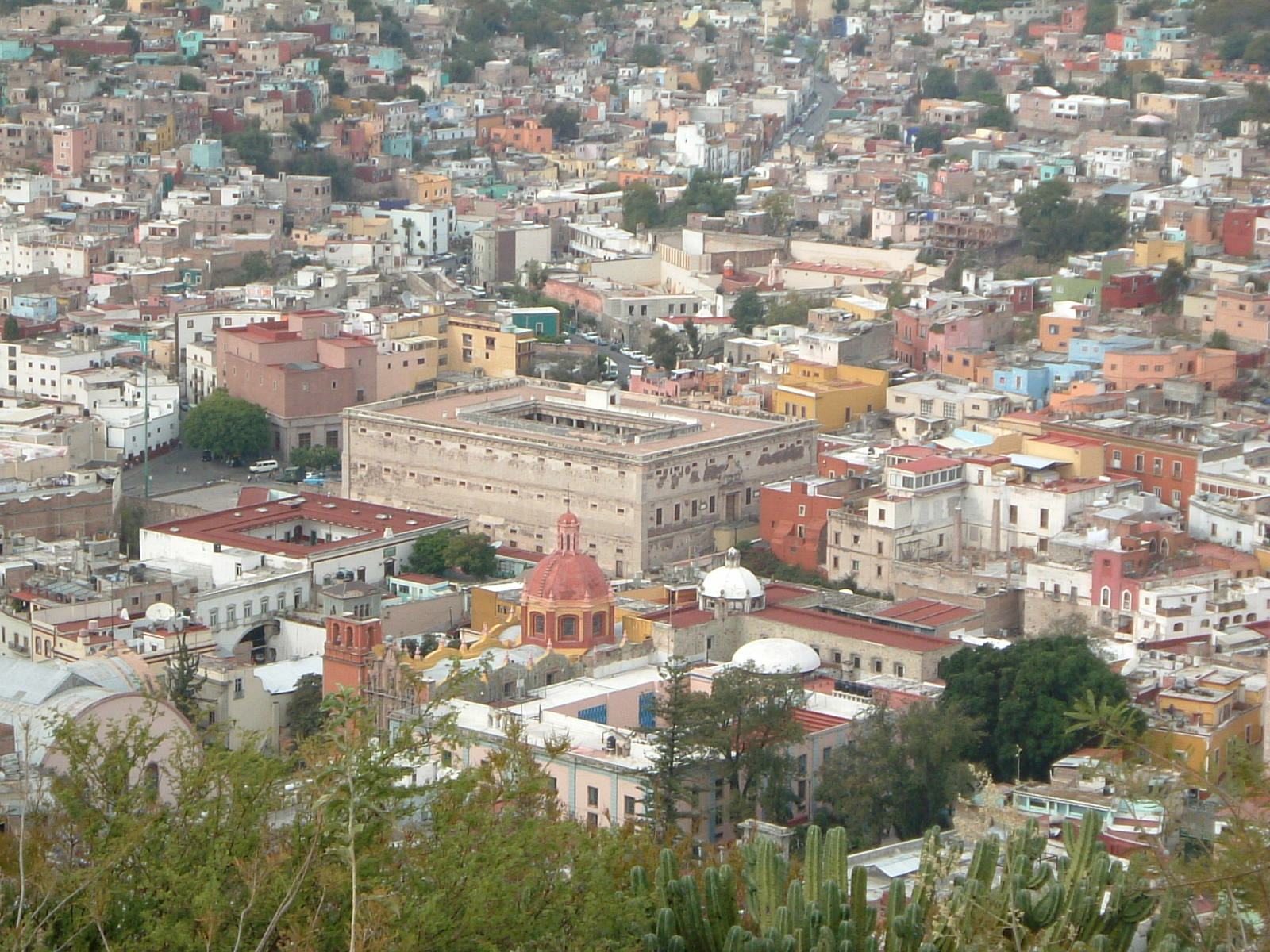
Alhóndiga de Granaditas
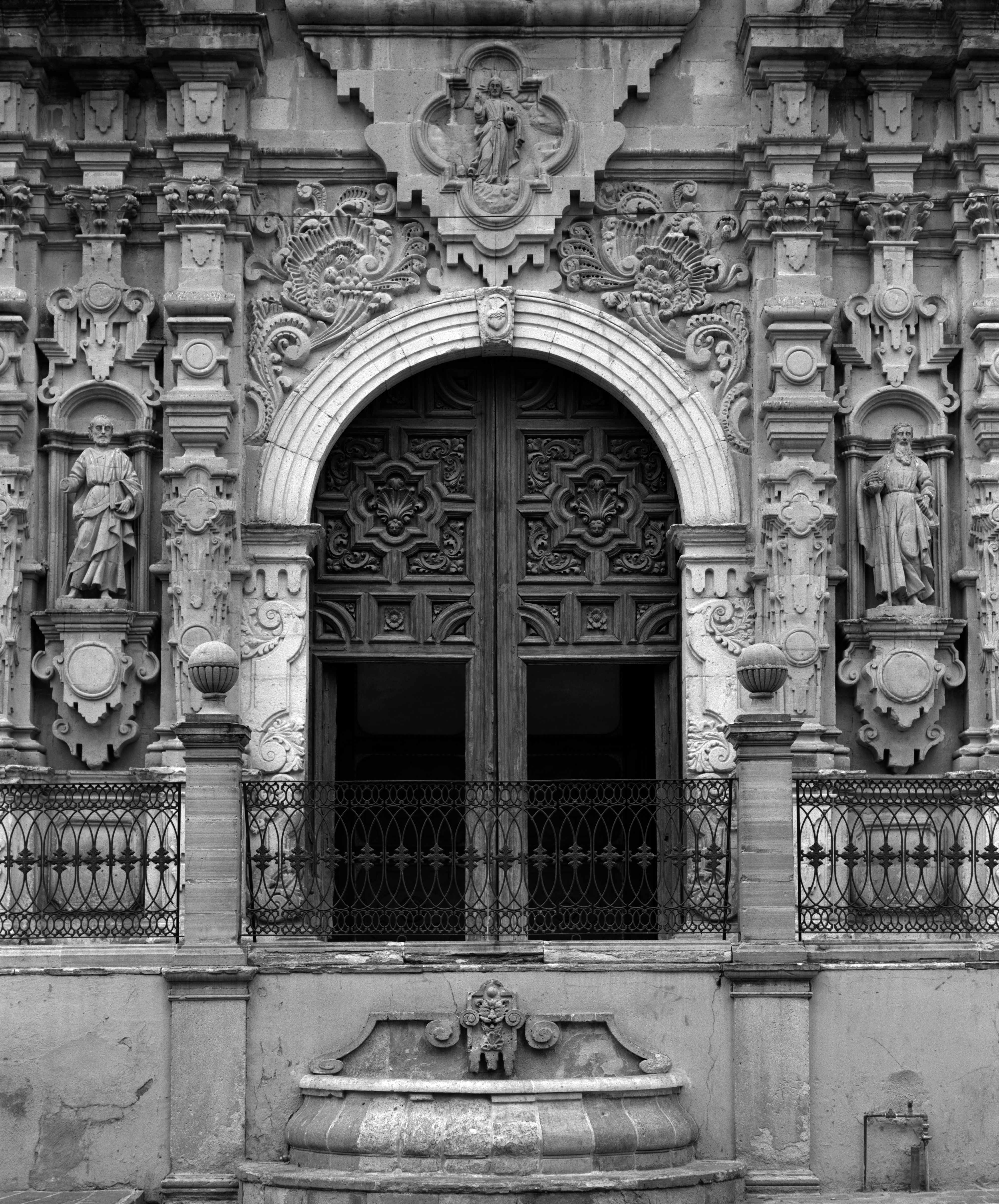
Chiesa di San Francisco